# Temple de Mut

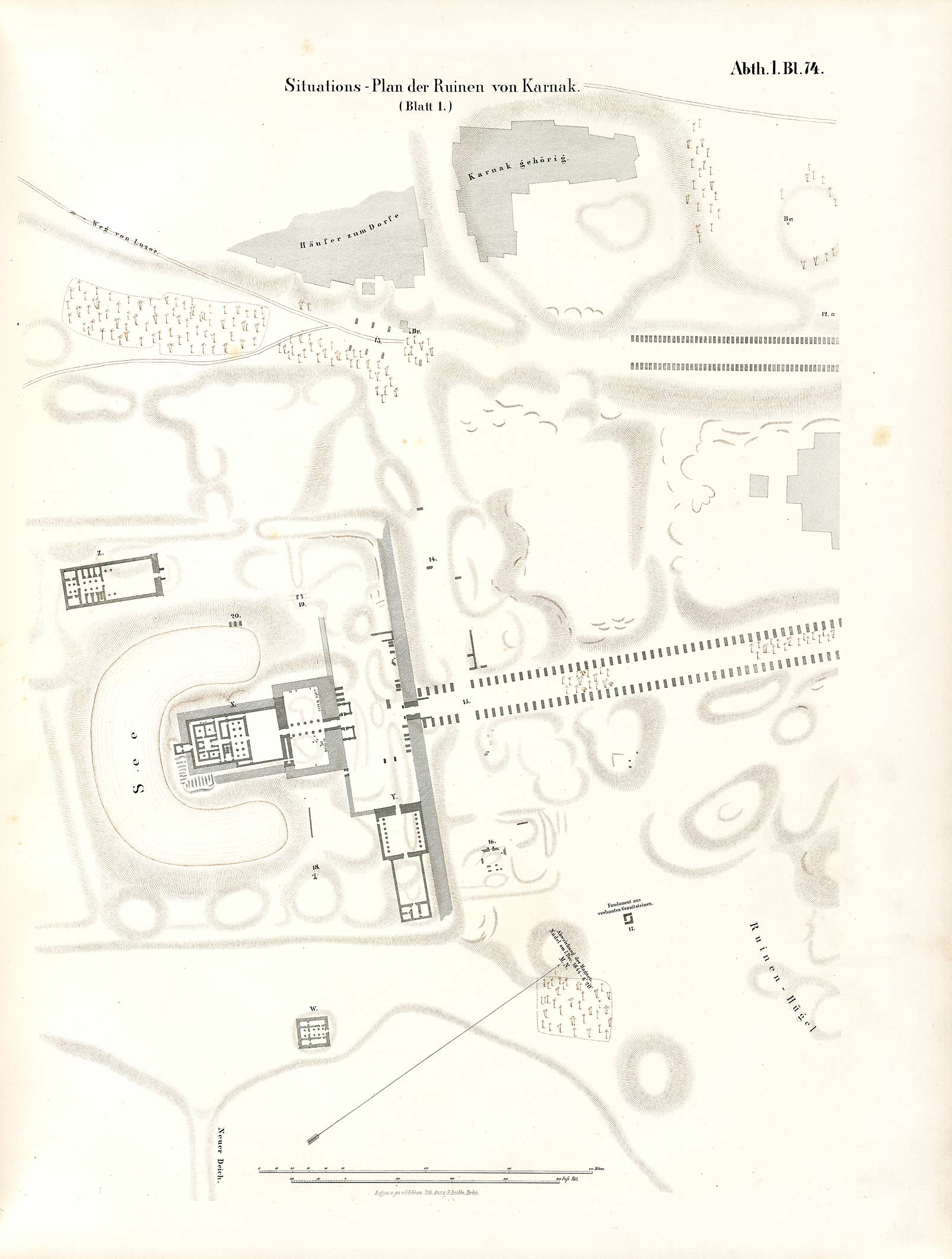
Plànol del temple de Mut

El temple de Mut fou un temple de l'antic Egipte a Karnak (avui a Luxor). L'accés al conjunt és per l'avinguda de les Esfinxs.
Mut era la dona d'Amon i mare de Khonsu. El temple de Mut fou construït per Amenhotep III i ampliat o restaurat per altres faraons. En temps de Tuthmosis III, es componia del temple i el llac sagrat, però amb el temps es va fer més gran i en l'època dels Ptolomeus tenia tres grans temples, algunes capelles i cases per als sacerdots. El temple fou assenyalat arran de l'expedició francesa a Egipte i més tard per Nestor l'Hôte, el 1839. Fou excavat el 1895-1895 per Margaret Benson i Janet Gourlay. El 1920, es va excavar el temple de Khonsupakherod (Khonsu, el nen), dins el mateix complex.
D'aquests tres temples que formen el conjunt, el més important és el del nord-est -el de Khonsupakherod-, construït durant la dinastia XVIII i ampliat per Ramsès II. Ramsès III va fer construir el temple d'Amon a l'oest del llac, on hi ha dues colossals estàtues del faraó i la seva dona. Taharqa, de la dinastia XXV, va ampliar el complex, feina que va encarregar a Motuemhat, governador de l'Alt Egipte, i el temple de Khonsupakherod va quedar inclòs en el complex (abans quedava fora), i s'hi van construir algunes capelles. A l'est, hi ha un petit temple construït pel faraó Nectabeu II. La capella més destacada és la de Nitocris, una altra esposa d'Amon, construïda durant la dinastia XXVI. La capella d'Osiris es troba al costat de l'avinguda de les Esfinxs. El temple principal està quasi envoltat en tres parts pel llac sagrat o Isheru, destinat a protegir el temple contra la fúria de Sekhmet. El seu ús va decaure al segle i dC i va deixar d'utilitzar-se vers el segle v. Les seves pedres foren utilitzades per a la construcció. Una part del temple fou destruït el 1840 per fer-hi una fàbrica.

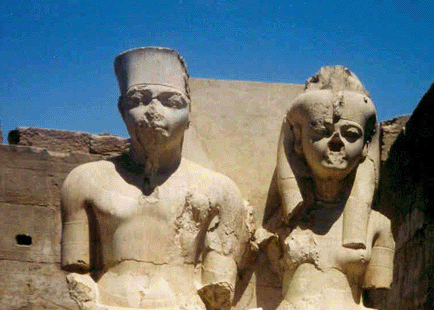
Estàtues de Ramsès II i la seva dona al temple d'Amon
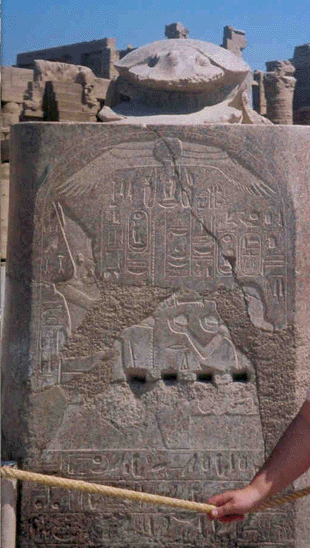
Escarabat sagrat a prop del llac sagrat
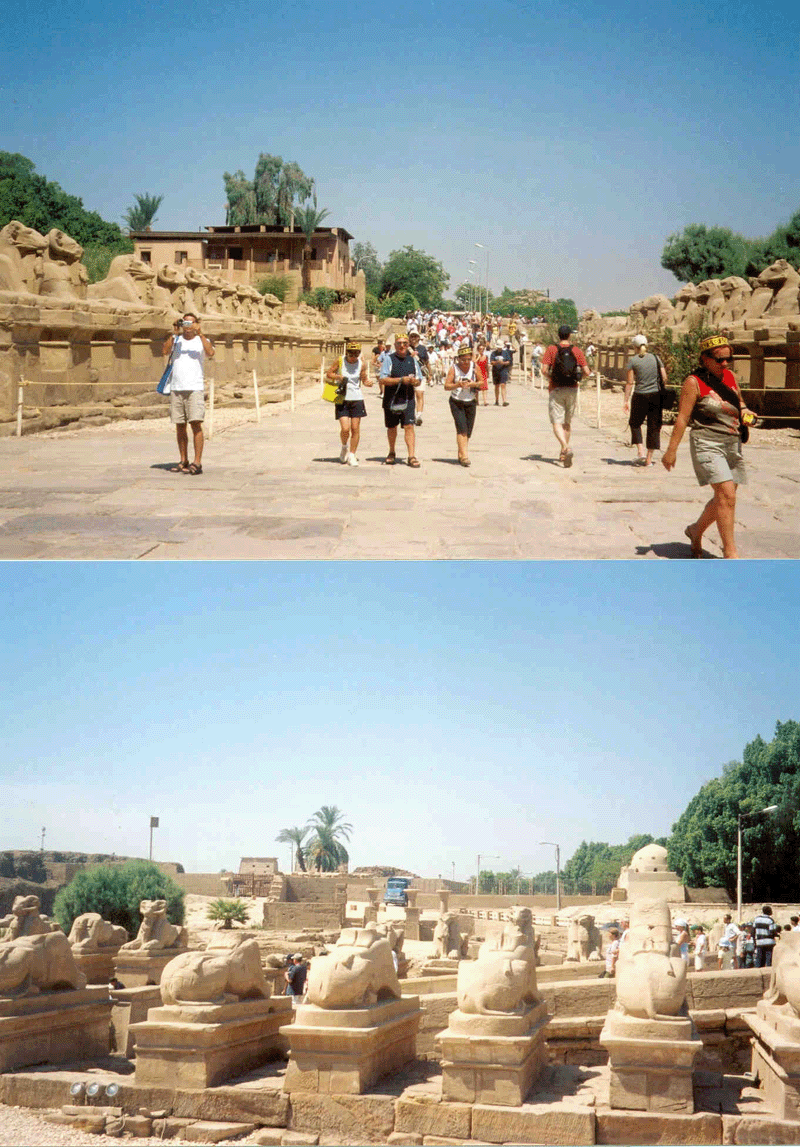
Avinguda de les Esfinxs
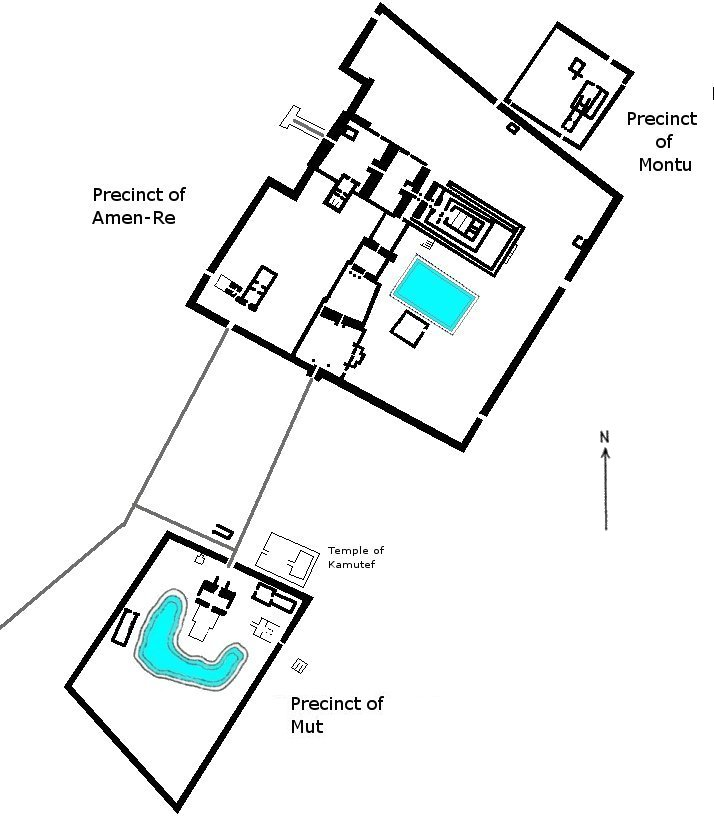
Complex de Karnak amb el temple de Mut a la part inferior